# 692
692 (DCXCII) je bilo prestopno leto, ki se je po julijanskem koledarju začelo na ponedeljek.

## Dogodki
- 1. januar

## Smrti
- Ašina Juančing, gokturški šingšivang kagan (* ni znano)